# John Henry MacQueen
John Henry MacQueen, kanadski general, * 1893, † 1980.